# Artérias subcostais
As artérias subcostais são ramos parietais (irrigam os músculos e as paredes da cavidade) da Artéria Aorta descendente torácica. Elas ocorrem abaixo da 12a costela.